# Конкрет (парфюмерия)

Конкрет перед отгонкой растворителя (экстракт)

Конкрет — смесь веществ, экстрагированная растворителями из сырого растительного сырья (коры, листьев, корней, цветов и травы). Обычно конкретом называется мазеобразная или воскообразная субстанция, полученная после отгонки растворителя из экстракта специфических растений (цветки сирени, жасмин).
Конкреты содержат эфирные масла, жиры и воскообразные вещества. Для того чтобы из конкрета получить собственно целевой продукт — абсолют, — конкрет нужно подвергнуть вторичной экстракции спиртом.
Метод получения абсолюта через конкрет (вместо традиционной перегонки эфирного масла с паром) используется главным образом в тех случаях, когда дистилляция паром портит запах эфирного масла, как, например, бывает с жасмином.